# Diogo Silva
Pour le handballeur homonyme, voir Diogo Silva (es).
Diogo Silva, né le 20 janvier 1997 à Braga au Portugal, est un footballeur portugais qui évolue au poste de milieu de terrain.

## Biographie

### FC Differdange 03 (2024 - 2025)
Lors du mercato estival 2024, le joueur s'engage avec le FC Differdange 03, alors champion en titre de BGL Ligue au Luxembourg.
Dès sa première saison avec son nouveau club, le joueur remporte le championnat.

## Palmarès
| CD Trofense (1) :              | FC Differdange 03 (2) :                                                        |
| ------------------------------ | ------------------------------------------------------------------------------ |
| - Liga 3 (1) - Champion : 2021 | - BGL Ligue (1) - Champion : 2025 - Coupe du Luxembourg (1) - Vainqueur : 2025 |